# ۱۸۱۳ (میلادی)
۱۸۱۳ (میلادی) هزار و هشتصد  و سیزدهمین سال تقویم میلادی است.

## رویدادها
۲۴ اکتبر - امضای عهدنامه گلستان میان ایران قاجاری و روسیه تزاری

## زادگان
- سورن کیرکگارد، فیلسوف دین دانمارکی
- ۱۹ ژانویه – هنری بسمر، مهندس و مخترع بریتانیایی (د. ۱۸۹۸)
- ۲۱ ژانویه – جان سی. فریمونت، افسر، کاشف، و سیاست‌مدار آمریکایی (د. ۱۸۹۰)
- ۱۸ مارس – کریستیان فریدریش هبل، شاعر و نویسنده آلمانی (د. ۱۸۶۳)
- ۲۳ آوریل – استیون ای. داگلاس، قاضی، وکیل، و سیاست‌مدار آمریکایی (د. ۱۸۶۱)
- ۵ مه – سورن کییرکگور، نویسنده، الهی‌دان، شاعر، و فیلسوف دانمارکی (د. ۱۸۵۵)
- ۱۹ دسامبر – توماس اندروز (دانشمند)، فیزیک‌دان و شیمی‌دان ایرلندی

## درگذشتگان
- ۲۰ ژانویه – کریستوف ماتین ویلند، مترجم، نویسنده، و شاعر آلمانی (ز. ۱۷۳۳)